# Frederick Philip Grove
Frederick Philip Grove, właśc. Felix Paul Greve (ur. 2 lutego 1879 w Radomnie, zm. 19 sierpnia 1948 w Simcoe w Ontario) – kanadyjski pisarz niemieckiego pochodzenia.

## Życiorys
Dorastał w Hamburgu, studiował na uniwersytetach w Bonn i Monachium, w 1892 po raz pierwszy odwiedził Kanadę, 1892-1912 pracował jako wędrowny robotnik na farmach, 1912-1924 jako nauczyciel w Manitobie, następnie wydawca w Ottawie. Zajmował się tłumaczeniem angielskiej i francuskiej literatury na niemiecki, w 1902 wydał tom poezji Wanderungen. W 1909 opuścił Niemcy i ostatecznie osiadł w Kanadzie. Jest uznawany za jednego z prekursorów tzw. literatury prerii. Jego ważniejsze powieści to Over Prairie Trails (1922), Settlers of the Marsh (1925), Our Daily Bread (1928) i The Yoke of Life (1930), które przedstawiają realistyczny i naturalistyczny obraz kanadyjskiej prowincji. W 1933 wydał powieść Fruits of the Earth. Pisał też opowiadania, eseje i prozę autobiograficzną (m.in. In Search of Myself z 1946).